# While She Was Out
While She Was Out (titulado Perseguida en España y Mientras estás fuera en Hispanoamérica) es una película estadounidense de 2008 protagonizada por Kim Basinger y Lukas Haas, y dirigida por Susan Montford. El guion está basado en una narración de Edward Bryant y producida por Mary Aloe y Don Murphy junto con la propia Basinger y Guillermo del Toro como productores ejecutivos.
Basinger interpreta a una ama de casa que se ve involucrada en un crimen cometido por cuatro delincuentes que insisten en perseguirla hasta un bosque.

## Argumento
En vísperas de Navidad, Della Myers (Kim Basinger) es una ama de casa que sufre malos tratos por parte de su marido, Kenneth (Craig Sheffer). Tras mandar a sus hijos a la cama, esta se marcha a un centro comercial para comprar rollos de papel regalo, pero cuando es incapaz de encontrar aparcamiento y un coche ocupa dos plazas, indignada deja una nota con descalificativos hacía el propietario del vehículo. Tras acabar de comprar, el aparcamiento está casi vacío y ve cómo el coche con la nota ha desaparecido hasta que al meterse en su vehículo, el susodicho vehículo se pone detrás impidiéndole salir.
Del coche salen cuatro jóvenes delincuentes (cada uno de una etnia diferente), Huey (Jamie Starr), Vingh (Leonard Wu), Tomás (Luis Chávez) y Chuckie (Lukas Haas), quienes empiezan a coaccionarla. Tras contemplar la escena, un guardia de seguridad sale en su defensa, pero muere de un disparo. Della, por su parte aprovecha la distracción para huir mientras la banda la persigue con el objetivo de matar a la única testigo. La persecución termina en un bosque en el que están construyendo una urbanización. Desafortunadamente para ella, se le avería el motor, por lo que decide llevarse un kit de herramientas para defenderse.
Tras esconderse entre los edificios en obras, los demás consiguen identificarla tras conseguir su bolso. Finalmente la encuentran, pero Della consigue huir tras atacar a uno de ellos con una llave y vuelve a huir. Tras otra persecución, Tomás salta sobre Huey y le rompe el cuello en la caída. 
En su intento por darles esquinazo, Della se esconde en los bosques, en el que consigue matar a Tomás con una cruceta y a Vingh con un destornillador y vuelve a esconderse tras un árbol caído a la espera del último superviviente, el cual en vez de amenazarla, se pone en su lugar al comentarle que seguramente vive con un marido que la desprecia y que tiene una vida que no desea nadie. Tras encontrarla, esta finge que sus palabras le han calado hondo y se besan y le pide que la satisfaga sin saber que se trata de un ardid para coger una bengala para lanzársela a la cara para después aprovechar que tiene su arma y matarlo a continuación.
Sin nadie que la persiga, repara el motor y vuelve a casa en el que se encuentra a su marido furioso por la tardanza, sin embargo la mujer permanece inmutable y decide subir a las habitaciones de sus hijos para asegurarse de que están durmiendo. Cuando este, de nuevo con malos modos, le pregunta qué ha traído del centro comercial, le apunta con el arma, mientras le contesta "Nada".

## Reparto
- Kim Basinger es Della.
- Lukas Haas es Chuckie.
- Craig Sheffer es Kenneth.
- Jamie Starr es Huey.
- Leonard Wu es Vingh.
- Luis Chávez es Tomás.
- Luke Gair es Terri.
- Erika-Shaye Gair es Tammi.

## Recepción
La película fue distribuida por Anchor Bay y estrenada en los cines estadounidenses mientras que en Reino Unido fue distribuida directamente en vídeo.
Las críticas fueron dispares por parte de los medios. En Rotten Tomatoes obtuvo una valoración del 31% con un total de dieciséis críticas. Según L.A. Weekly, el film es una "sorprendente historia de la venganza femenina" y describió la interpretación de Kim Basinger de "excelente" a pesar de tenérselas que ver con un "variopinto grupo de gamberros multiculturales". The New York Observer declaró que fue una película "feminista y divertida con un final sorprendente". El medio Ain't It Cool News comentó que fue la mejor actuación de Basinger en años. Bitch Magazine realizó una crítica negativa al comentar que: "la convención del thriller era demasiado simplona con un argumento que en ocasiones pierde fuelle, además de grandes lagunas en el guion y una pandilla estúpida", por otro lado valoró que "la película era fascinante y le daba al personaje femenino bastante fuerza". The L.A. Times comentó que prefiere rehuir del argumento y del desarrollo del personaje por las escenas manidas de acción y por un argumento de ínfima calidad, y Filmcritic.com declaró que "los diálogos parecían escritos en guarderías".